# II liga
De II liga (uitspraak: [druˈga ˈlʲiga], ong. droega liega ["g" als in goal]) is de op twee na hoogste voetbalcompetitie in Polen. Georganiseerd door de PZPN
Tot het seizoen 2008/2009 werd de huidige 'II liga' de 'III liga' genoemd, wat nu één niveau lager is, zie III liga in Polen. De competitie bestond destijds uit 38 voetbalclubs, verdeeld over twee competities, namelijk West-Polen en Oost-Polen. Sinds het seizoen 2014/15 wordt in één poule gespeeld. De competitie bestaat uit 18 teams. 
De nummers 1 en 2 aan het eind van het seizoen promoveren direct naar de I liga. Het derde ticket voor promotie is te verdienen aan de hand van promotiewedstrijden tussen de nummers 3 t/m 6. De 4 laagst geklasseerde teams degraderen direct naar de III liga
Chojniczanka Chojnice ·
GKS Jastrzębie · 
Hutnik Kraków · 
KKS 1925 Kalisz · 
ŁKS Łódź II ·
Olimpia Elbląg · 
Olimpia Grudziadz ·
Podbeskidzie Bielsko-Biała ·
Pogoń Grodzisk Mazowiecki ·
Polonia Bytom ·
Radunia Stężyca · 
Rekord Bielsko-Biała ·
Resovia ·
Skra Częstochowa ·
Świt Szczecin ·
Wieczysta Kraków ·
Wisła Puławy · 
Zagłębie II Lubin ·
Zagłębie Sosnowiec
Albanië ·
België (tot 2016 / vanaf 2016) · 
Bulgarije ·
Cyprus · 
Denemarken · 
Duitsland · 
Engeland · 
Estland · 
Finland · 
Frankrijk · 
Georgië · 
Gibraltar ·
Griekenland · 
Italië · 
Ierland · 
Kroatië · 
Luxemburg · 
Nederland · 
Noord-Ierland · 
Noord-Macedonië · 
Noorwegen · 
Oekraïne · 
Oostenrijk · 
Polen · 
Portugal · 
Roemenië · 
Rusland · 
Schotland · 
Servië · 
Slovenië · 
Slowakije · 
Spanje (tot 2021 / vanaf 2021) · 
Tsjechië (Moravië / Bohemen) ·
Turkije · 
Wales · 
Zweden · 
Zwitserland